# Rodolfo Sandoval
Rodolfo Ariel Sandoval (født 4. oktober 1948) er en uruguayansk tidligere fodboldspiller (midtbane).
Sandoval spillede gennem sin karriere tre kampe for Uruguays landshold. Han var en del af landets trup til VM 1970 i Mexico, men var kun på banen i én kamp i turneringen, bronzekampen mod Vesttyskland
På klubplan spillede Sandoval for Montevideo-storklubben Peñarol, og vandt adskillige uruguayanske mesterskaber med klubben.